# Janusz Zdebski
Janusz Zdebski (ur. 8 sierpnia 1944 w Krakowie) – polski psycholog, doktor habilitowany nauk społecznych.

## Życiorys
W latach 1967-1970 ukończył studia filologii polskiej i psychologii na Uniwersytecie Jagiellońskim w Krakowie, w 1974 r. obronił pracę doktorską, w 1985 r. habilitował się. Został zatrudniony w Studium Pedagogicznym Akademii Tarnowskiej oraz jest członkiem honorowym Komisji Psychologii na Oddziale PAN w Krakowie.
Pracował w Akademii Wychowania Fizycznego im. Bronisława Czecha w Krakowie, w Wyższej Szkole Informatyki i Zarządzania w Rzeszowie i w Wszechnicy Świętokrzyskiej w Kielcach.